# Josef Piontek
Josef Emanuel Hubertus „Sepp“ Piontek (* 5. März 1940 in Breslau) ist ein ehemaliger deutscher Fußballspieler und -trainer. Als Spieler gewann er mit dem SV Werder Bremen den DFB-Pokal 1960/61 und wurde 1965 deutscher Meister. Als Trainer machte er sich insbesondere durch seine Arbeit mit der dänischen Fußballnationalmannschaft einen Namen.

## Biografie

### Karriere als Spieler
Nach dem Zweiten Weltkrieg und der Vertreibung aus der Heimat kam Piontek 1945 in das ostfriesische Leer.
1949 begann er mit dem Fußballspielen als Mittelstürmer in der Jugendmannschaft beim VfL Germania Leer. Dort machte er in der Saison 1959/60 in der damaligen Amateuroberliga Niedersachsen als Torjäger auf sich aufmerksam. Als Jugendlicher betrieb er auch Leichtathletik und erreichte im Weitsprung eigener Aussage nach eine Bestweite von 6,31 Metern.
Unter Trainer Georg Knöpfle wurde er zur Saison 1960/61 Vertragsspieler bei Werder Bremen in der damals erstklassigen Fußball-Oberliga Nord. Piontek debütierte am 30. Oktober 1960 bei einem 0:0 im Auswärtsspiel bei Bergedorf 85 in der Oberliga. Er spielte dabei im damals überwiegend praktizierten WM-System an der Seite der Offensivkollegen Günter Wilmovius, Willi Schröder, Horst Barth und Gerhard Zebrowski in der Angriffszentrale als Mittelstürmer. Im Laufe seiner Debütrunde spielte er auf allen Läuferpositionen und nahm erstmals am 12. März 1961 bei einem 4:1-Auswärtssieg beim SC Concordia Hamburg die rechte Verteidigerposition ein. Die Nachwuchshoffnung wurde nach 21 Ligaeinsätzen (1 Tor) am Rundenende an der Seite des Rekordschützen Arnold Schütz (22 Tore) Vizemeister im Norden und zog mit Werder in die Endrunde um die deutsche Meisterschaft ein. Dort bestritt er alle sechs Gruppenspiele gegen den 1. FC Köln, Hertha BSC und den 1. FC Nürnberg. Er kam wechselweise als rechter Verteidiger und Mittelläufer zum Einsatz. 1961 wurde der DFB-Pokal erst in der zweiten Jahreshälfte ausgespielt. Nach Erfolgen gegen den 1. FC Saarbrücken (1:0), 1. FC Köln (3:2) und einem 3:2-Sieg nach Verlängerung gegen den Karlsruher SC zogen Piontek und Kollegen in das am 13. September 1961 in Gelsenkirchen ausgetragene Endspiel gegen den 1. FC Kaiserslautern ein. Nach einem 2:0 gewann er seinen ersten Titel mit Werder Bremen.
Seine Leistungen brachten ihn auch in das Notizbuch von Bundestrainer Sepp Herberger. Im September 1961 und Mai 1962 wurde Piontek vom DFB als Verteidiger in zwei Länderspielen der Juniorenauswahl U23 eingesetzt. In der Saison 1961/62 ragten die zwei Spiele im Europapokal der Pokalsieger gegen den späteren Sieger Atlético Madrid heraus, in denen er mit der internationalen Klasse des Atletico-Flügelspielers Enrique Collar konfrontiert wurde. Nach drei Vizemeisterschaften in der Oberliga Nord von 1961 bis 1963 mit insgesamt 75 Ligaeinsätzen, acht Spielen in der Endrunde um die deutsche Meisterschaft, drei Berufungen in die U23 (das dritte Länderspiel absolvierte er am 25. September 1963 in Karlsruhe gegen Bulgarien) sowie drei Europacupeinsätzen 1961/62 schloss sich für Piontek nach der Saison 1962/63 das Kapitel der regional ausgetragenen Oberligaära; ab 1963/64 wurde die Fußball-Bundesliga ausgespielt.
Er war als Abwehrspieler von Werder Bremen im ersten Jahr der neu geschaffenen Leistungsklasse dabei. Am Starttag, den 24. August 1963, spielte er unter Trainer Willi Multhaup auf seiner Stammposition des rechten Verteidigers. Beim 3:2-Heimsieg gegen Borussia Dortmund bekämpfte er in erster Linie deren Linksaußen Lothar Emmerich. Als sich sein Verein vor der zweiten Bundesligasaison 1964/65 mit den Neuzugängen Horst-Dieter Höttges und Heinz Steinmann zielgerichtet in der Defensive sowie mit Mittelstürmer Klaus Matischak auch in der Offensive verstärkt hatte, gelang überraschend der Gewinn der Deutschen Meisterschaft. Piontek gehörte in 28 Ligaspielen mit drei Toren der Meisterelf an und bildete mit Höttges eines der besten Verteidigerpaare der Bundesliga. Wegen seines Einsatzes sowie seiner harten und kämpferischen Spielweise erhielt Piontek in Bremen den Spitznamen „Der Büffel“. Werder bekam in 30 Punktspielen lediglich 29 Gegentore und das war der Garant des Titelgewinns. Dieser Erfolg führte ihn auch in die deutsche Fußballnationalmannschaft.
Am 13. März 1965 debütierte er unter Bundestrainer Helmut Schön bei einem 1:1-Remis in Hamburg gegen Italien in der A-Elf des DFB. Er bildete dabei vor Torhüter Hans Tilkowski mit Bernd Patzke, Höttges, Klaus-Dieter Sieloff und Wolfgang Weber die deutsche Defensive. Er überzeugte dabei im Spiel gegen Könner wie Sandro Mazzola, Giovanni Rivera und Mario Corso und wurde am Saisonende auch noch in drei weiteren Länderspielen gegen England (0:1), Schweiz (1:0) sowie am 6. Juni 1965 in Rio de Janeiro bei einer 0:2-Niederlage gegen das von Djalma Santos und Pelé angeführte Brasilien eingesetzt.
Im Weltmeisterschaftsjahr 1965/66 sammelte er Erfahrung im Europacup der Meister in den Spielen gegen Partizan Belgrad und kam im WM-Qualifikationsspiel in Nikosia gegen Zypern (6:0) und zwei Monate vor dem Turnier in England, am 7. Mai 1966 in Belfast beim Vorbereitungsländerspiel gegen Irland (2:0), zu seinem sechsten und letzten Länderspieleinsatz.
Er gehörte zwar dem 40er-Aufgebot des DFB an die FIFA Ende Mai 1966 an, kam aber nicht in den 22er-Kader zur Weltmeisterschaft 1966. Die Verteidiger-Konkurrenten Höttges, Karl-Heinz Schnellinger, Friedel Lutz und Bernd Patzke fuhren an seiner Stelle zum WM-Turnier.
1967/68 wurde er mit Werder Bremen noch einmal deutscher Vizemeister. 1972 beendete er dann seine Karriere. Zwischen 1963 und 1972 spielte er in 203 Bundesligaspielen für Werder Bremen und erzielte dabei 15 Tore. Er wurde als Profi mit Vorbildcharakter beschrieben.
Mitte der 1960er-Jahre macht er von sich reden, als er in Bremen einen zehnjährigen Jungen vor dem Ertrinken rettete. Der Junge war an einem Wintertag ins Eis eingebrochen, und Piontek sprang in einen kalten See und holte den Jungen an Land.

### Karriere als Trainer
Als Piontek in der Saison 1971/72 mit seinem letzten Spielereinsatz am 3. Juni 1972 beim 2:2-Auswärtsremis gegen Rot-Weiß Oberhausen seine Spielerkarriere beendete, hatte er bereits vom 25. Oktober 1971 bis 7. Mai 1972 erstmals das Traineramt beim SV Werder Bremen ausgeübt. Er hatte 1972 erfolgreich die Trainerausbildung zum Fußball-Lehrer durchlaufen. Von 1972 bis 1975 betreute er dann drei Runden den SV Werder in der Bundesliga. Er wechselte dann zur Saison 1975/76 zu Fortuna Düsseldorf, wurde jedoch zum Ende seiner ersten Saison im April 1976 entlassen. Anschließend trainierte er zwei Jahre lang die Nationalmannschaft Haitis und arbeitete dabei unter teilweise abenteuerlichen Bedingungen, jedoch wurde die Qualifikation zur WM 1978 nur knapp verpasst. Nach seiner Amtszeit in Haiti stand er vor einem Wechsel nach Fidschi, nahm dann aber das Angebot des FC St. Pauli an. Den Zweitligisten trainierte Piontek 1978/79 und führte den Klub auf den sechsten Platz. Der Verein war finanziell angeschlagen und geriet bei der Zahlung der Gehälter in Rückstand, mehrere Spieler wurden im Laufe der Saison verkauft. Piontek erhielt während der Spielzeit ein Angebot von der Mannschaft Philadelphia Fury (Vereinigte Staaten), blieb aber beim FC St. Pauli. Der Klub musste nach der Saison 1978/79 einen Lizenzentzug hinnehmen.

#### Dänischer Nationaltrainer
Am 1. Juli 1979 wurde Piontek neuer Trainer der dänischen Nationalmannschaft. Diese Aufgabe nannte Piontek kurz nach der Bekanntgabe der Vereinbarung mit dem dänischen Verband im Januar 1979 die „Chance meines Lebens“. Er wurde von DFB-Präsident Hermann Neuberger empfohlen, jedoch war er nur dritte Wahl hinter dem von der Brauerei Carlsberg bevorzugten Hennes Weisweiler und Helmuth Johannsen. Auch Udo Lattek war ein Kandidat auf den Posten in Dänemark. Piontek wurde der erste hauptamtliche Nationaltrainer in der Geschichte des dänischen Fußballverbands. Der Sprecher des Verbands begründete die Entscheidung zugunsten Pionteks unter anderem damit, dass dessen norddeutsche Mentalität gut nach Dänemark passen werde. Als er sein Amt antrat, sprach Piontek noch kein Dänisch, erlernte die Sprache jedoch schnell; während er zwei Wochen nach seinem Amtsantritt nur zweihundert dänische Wörter konnte, hielt er wiederum drei Wochen später die Vorbesprechung zu einem Länderspiel auf Dänisch ab.
Vor Pionteks Amtsantritt waren die Nationalspieler von einem Auswahlgremium des dänischen Verbandes berufen worden, diese Regelung lehnte Piontek ab und traf die Entscheidungen fortan allein, was das dänische Fernsehen mit den Worten einschätzte, Piontek könne „möglicherweise eine Art Diktator im dänischen Fußball“ werden. Der dänische Verband hatte zwar immer wieder herausragende Spieler hervorgebracht, die aber allesamt im Ausland spielten und viele Jahre nicht für die Nationalmannschaft berücksichtigt wurden, ehe ab 1969 eine Lockerung dieser Regel folgte und 1971 wurde diese Regelung gänzlich aufgehoben. Dem Deutschen wurde zugeschrieben, in die Nationalmannschaft Disziplin, Struktur und Siegeswillen eingebracht zu haben. Piontek war entsetzt, als er nach dem ersten Länderspiel unter seiner Leitung sah, dass die dänischen Nationalspieler in der Umkleidekabine mit Pressevertretern zusammensaßen, rauchten und tranken. Später gewährte er seinen Spielern größere Freiheiten, 1986 sagte Piontek diesbezüglich: „Feiern und lustig sein nach getaner Arbeit, das ist dänische Mentalität. Aber meine Jungs wissen, wann damit Schluß sein muß.“ Bis zum Amtsantritt von Sepp Piontek hatte sich die dänische Elf – abgesehen von der Europameisterschaft 1964, die auch erst ab dem Halbfinale begann – nie für ein großes Turnier qualifizieren können. Piontek reiste zweimal im Jahr durch Europa, um sich dänische Spieler anzuschauen und sie in die Nationalmannschaft zu holen. Dies war der Beginn der erfolgreichsten Zeit des dänischen Fußballs. Dem von der dänischen Öffentlichkeit anfangs belächelten und von den Medien als „harten Deutschen“ titulierten Piontek gelang es, aus Individualisten eine Mannschaft zu formen. Er prägte mit der dänischen Mannschaft eine angriffsbetonte Spielweise, die als „champagne-fodbold“, Sturm-und-Drang-Stil und „Danish Dynamite“ bezeichnet wurde. Piontek wurde als „Schöpfer des dänischen Fußball-Wunders“ bezeichnet.
In der Qualifikation zur Weltmeisterschaft 1982 verlor Piontek mit Dänemark die ersten drei Spiele. Im weiteren Verlauf der Runde wurde mit Italien (3:1) eine Spitzenmannschaft bezwungen, was dazu beitrug, dass dem Deutschen trotz verpasster WM-Teilnahme zugetraut wurde, das Land zu späteren EM- und WM-Schlussrunden zu führen. Am 21. September 1983 qualifizierten sich Pionteks Dänen nach einem 1:0-Sieg im Wembley-Stadion in London gegen England für die Teilnahme an der Fußball-Europameisterschaft 1984 in Frankreich. Er verlängerte 1984 seinen Vertrag als dänischer Nationaltrainer, ein Angebot von Tottenham Hotspur nahm er nicht an. Bei der EM 1984 erreichten die Dänen unter Trainer Piontek dank ihres euphorischen Offensivfußballs das Halbfinale, in dem sie erst im Elfmeterschießen an Spanien scheiterten.
Im Frühjahr 1986 meldete Real Madrid Interesse an Pionteks Diensten an, woraufhin der dänische Verband für den Fall eines Wechsels eine Ablöseforderung von fünf Millionen Kronen erhob. Zum Wechsel Pionteks zu Real kam es nicht. Der Aufwind des dänischen Fußballs bescherte den dänischen Fans 1986 die erste Teilnahme an einer Fußball-Weltmeisterschaft. „Keine Nationalmannschaft der Welt“ habe „in den letzten Jahren einen so rasanten Aufstieg erfahren wie die Dänemarks“ unter Pionteks Leitung, schrieb das Hamburger Abendblatt im Vorfeld der WM 1986. Piontek galt in dieser Zeit als Anwärter auf die Nachfolge von Franz Beckenbauer, sollte dieser 1988 seine Arbeit bei der deutschen Nationalmannschaft beenden. DFB-Präsident Hermann Neuberger bezeichnete Piontek 1986 diesbezüglich als Wunschkandidaten. Unter Piontek wurde Dänemark bei der Fußball-Weltmeisterschaft 1986 in Mexiko vor Deutschland Vorrundengruppenerster. Dabei wurde Deutschland mit 2:0 geschlagen – Piontek wurde hiermit neben Georg Buschner (für die DDR bei der WM 74) der einzige deutsche Trainer, der mit einer Nationalmannschaft die bundesdeutsche Mannschaft in einem Pflichtspiel besiegte. Dänemark verlor dann allerdings im Achtelfinale gegen Spanien deutlich mit 1:5, wobei Emilio Butragueño vier Treffer erzielte.
Zwei Jahre später nahm Piontek mit Dänemark zum zweiten Mal an einer Europameisterschaft teil. Bei der EM 1988 in der Bundesrepublik Deutschland mussten die Dänen, die in einer Gruppe mit Spanien, dem Gastgeber und Italien spielten, bereits nach der Gruppenphase die Heimreise antreten. 1989 verpasste er mit Dänemark die Qualifikation zur WM 1990. Anfang Februar 1990 gab Piontek seine Entscheidung bekannt, den bis Ende Juni 1990 laufenden Vertrag mit dem dänischen Verband nicht zu verlängern. „Als Begründung für seinen Entschluß nannte Piontek Anschuldigungen, er habe einen großen Teil seines Jahres-Einkommens (rund 400 000 Mark) über Liechtenstein an der Steuer vorbeigeschleust“, meldete das Hamburger Abendblatt.

#### Trainer in der Türkei, Rückkehr nach Dänemark
Wenige Tage nach der Ankündigung, seine Tätigkeit in Dänemark im Sommer 1990 zu beenden, unterschrieb Piontek einen Vierjahresvertrag als Nationaltrainer der Türkei. Im Oktober 1991 war sich Piontek mit seinem früheren Verein FC St. Pauli einig. Die Hamburger entschieden sich allerdings letztlich gegen eine Ablösung ihres Trainers Horst Wohlers und damit Pionteks Rückkehr. Im Frühjahr 1992 lag ihm ein Angebot vor, Nationaltrainer Costa Ricas zu werden. Piontek blieb in der Türkei tätig und übte dieses Amt bis 1993 aus. 1992 war er zeitweise beim Fernsehsender Sat.1 als Experte für den türkischen Fußball tätig. Der Co-Trainer von Sepp Piontek bei der türkischen Nationalmannschaft war der spätere Nationaltrainer Fatih Terim, der die taktischen Ansprachen in türkische Sprache übernahm. Während Pionteks Amtszeit hatte dieser gemeinsam mit dem ehemaligen Bundestrainer Jupp Derwall, der zuvor Galatasaray Istanbul trainierte, „viele Trainer ausgebildet“ und suchte nach „Spielertypen, die ein bisschen anders waren“. Parallel trainierte für ein halbes Jahr bis November 1993 den türkischen Erstligisten Bursaspor.
1995 kehrte Piontek nach Dänemark zurück und trainierte den Erstligisten Aalborg BK, den er in die UEFA Champions League führte. Von Jahresbeginn 1997 bis 1999 trainierte er Silkeborg IF, ehe er vorläufig seine Trainerkarriere beendete. Kurz darauf übernahm Piontek den Trainerposten der grönländischen Nationalmannschaft, die er schon im Jahr 1981 betreute, und trainierte diese bis 2001 oder 2002. Im Jahr 2004 übernahm er für eine kurze Zeit erneut die Nationalelf Grönlands (und wurde für seine Tätigkeit unter anderem mit Fischwaren vergütet) und beendete daraufhin endgültig seine Karriere als Fußballtrainer.

## Wissenswertes
Er war bei der Fußball-Weltmeisterschaft 2002 als Co-Kommentator für das dänische Fernsehen aktiv; er kommentierte Spiele der Türkei.
Piontek, der zunächst mit Gerda verheiratet war, lebte in Dänemark erst in Holte im Großraum Kopenhagen. 1981 zog er nach Blommenslyst auf die Insel Fünen. Dort lebt er mit seiner dänischen Frau Gitte, einer Lehrerin, die er 1988 heiratete. Er ist Vater einer Tochter (Stephanie, * 1985). Charakteristisch für Pionteks Sprachgebrauch ist, dass er auch im Dänischen Sätze oft mit dem deutschen Frageanhängsel „ne?“ beendet. Bereits 1986 schrieb der Berichterstatter Axel Weber im Hamburger Abendblatt über Piontek: „Nur seine Sprache hat sich verändert. Wenn man mit ihm in seiner Kabine im Idraets-Park von Kopenhagen plaudert, dann klingt sein Dänisch dänisch und sein Deutsch auch dänisch.“ Anlässlich seines 80. Geburtstags bezeichnete sich Piontek selbst als „55 Prozent Däne und 45 Prozent Deutscher.“
Im Oktober 2016 brachte der dänische Journalist Christoffer Stig Christensen das Buch Sepp heraus, in dem er Pionteks Lebensgeschichte beschreibt.

## Erfolge, Ehrungen
als Spieler
- DFB-Pokal: Sieger 1961
- Meisterschaft: Meister 1965; Vize-Meister 1968

als Trainer
- Fußball-Europameisterschaft: Halbfinale 1984
- Fußball-Weltmeisterschaft: Achtelfinale 1986

Ehrungen
- 1984: Däne des Jahres (ausgezeichnet vom dänischen Presseklub)[42]
- 1986: Verdienstkreuz am Bande der Bundesrepublik Deutschland
- 2011: Aufnahme in die Hall of Fame des dänischen Fußballs (als erster Ausländer)[43]